# Swolnpes morganensis
Swolnpes morganensis là một loài nhện trong họ Nemesiidae.
Swolnpes morganensis được miêu tả năm 2009 bởi Main & Framenau.